# 一颗印
一颗印是中国云南滇池流域的一种传统民居形式，由中原地区的四合院住宅演变而来。一颗印平面布局呈回字形，建筑围绕中央天井布局，通常呈两层楼，大门对侧为正房三间，正房两侧为耳房四间，大门两侧设置八尺进深的倒座房，合称“三间四耳倒八尺”。一颗印外围高墙少窗，各房间均面向天井开门，并将屋顶向天井出挑成为“厦子”。一颗印在中原宗法文化影响的基础上，顺应地形布局，并强化其防御作用，是云南地理文化影响下的结果。